# 高鰭蛇鰻
高鰭蛇鰻（学名：Ophichthus altipennis），又名帆鰭豆齒鰻，為輻鰭魚綱鰻鱺目糯鰻亞目蛇鰻科的其中一種，分布於印度太平洋區，包括印度、馬爾地夫、菲律賓、印尼、韓國、馬來西亞、日本、澳洲、馬紹爾群島、薩摩亞群島、法屬波里尼西亞等海域，棲息深度10-15公尺，體長可達103公分，棲息在沙泥底質海域，為底棲性魚類，屬肉食性，生活習性不明。

## 擴展閱讀
維基物種上的相關：高鰭蛇鰻